# 로우서이막위
로우서이막위(광둥어: 鹵水墨魚, 월병: lou5 seoi2 mak6 jyu4, 중국어 간체자: 卤水墨鱼, 정체자: 滷水墨魚, 병음: lǔshuǐ mòyú 루수이모위[*], 한자음: 로수묵어)는 광둥 요리의 오징어 구이로, 시우메이의 일종이다. 중국 남부와 홍콩, 해외 차이나타운에서 흔히 찾아볼 수 있다. 광둥 요리나 차오저우 요리에서 유래한 것으로 여겨진다.

## 이름
갑오징어 내지는 오징어를 재료로 사용한 요리로, 그 여부와는 상관없이 '로우서이막위' (鹵水墨魚)라고 부른다. 또 앞의 두 글자를 빼고 '막위' (墨魚 →오징어)라고도 부른다.

## 요리
주황색을 띈 오징어 구이로, 그 색상은 식용 색소를 입혀 만든다. 오징어의 맛을 살리기 위해 향신료를 묻혀 굽는다. 특유의 부드럽고 바삭한 식감이 특징인데 이를 '시원하다, 상큼하다' (중국어 정체자: 爽, 광둥어 예일: sóng)고 표현하며 다른 고기에서는 찾아보기 힘들다.
오징어를 통으로 주지 않고 작은 조각으로 썰어 내는 경우가 일반적이며, 간장을 베이스로 만든 짭짤한 로우서이 소스 (중국어 정체자: 鹵水, 광둥어 예일: lóuh séui)에 찍어 먹는다. 

## 같이 보기
- 오징어채
- 오징어 버터구이